# Malthinus bhaktai
Malthinus bhaktai là một loài bọ cánh cứng trong họ Cantharidae. Loài này được Brancucci in Wittmer & Brancucci miêu tả khoa học năm 1978.